# Alex Fontana

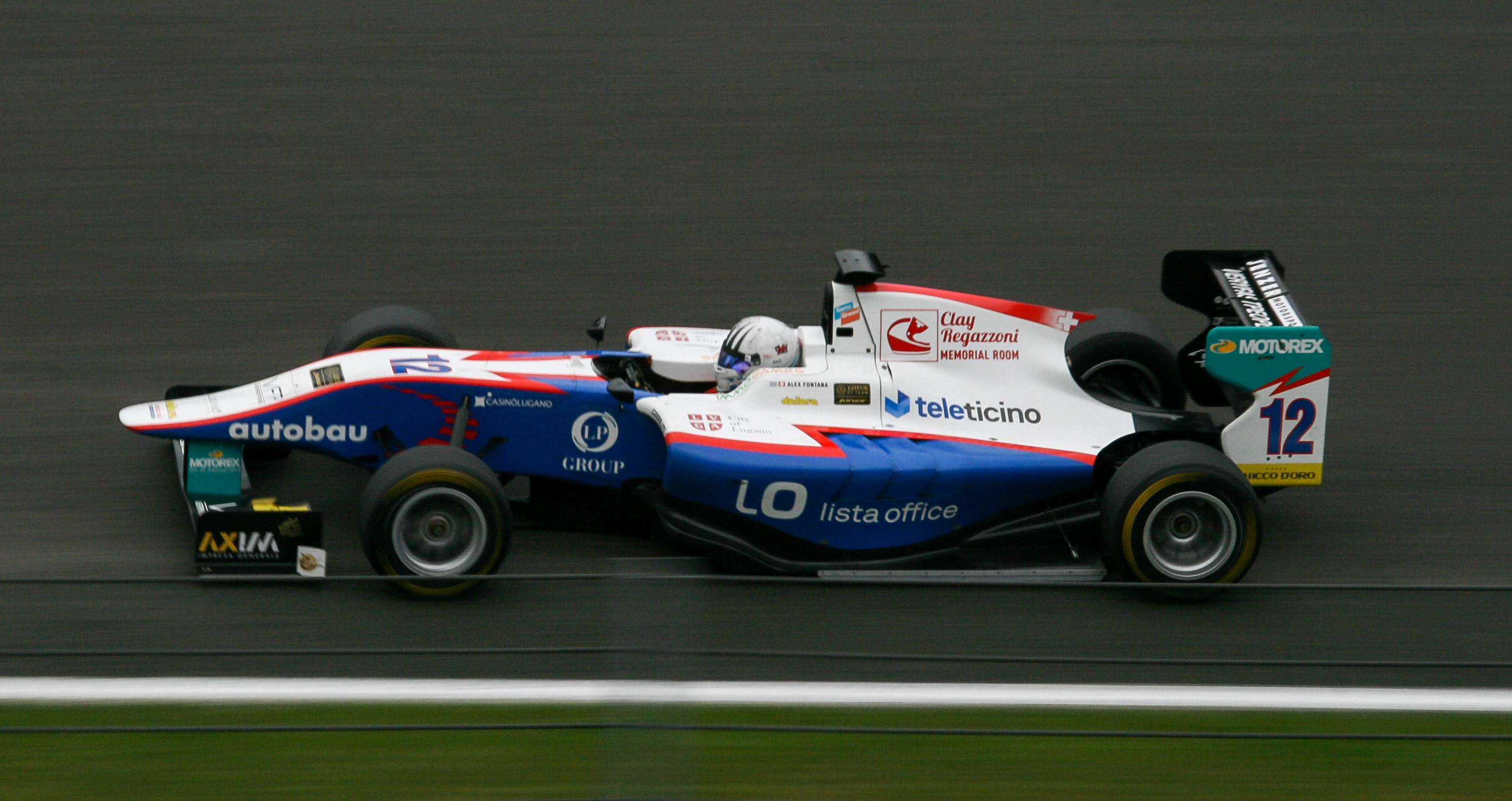
Alex Fontana (2013)

Alessandro "Alex" Fontana (Lugano, 5 augustus 1992) is een Zwitsers-Grieks autocoureur. In 2013 rijdt hij in de GP3 Series onder een Zwitserse licentie.

## Carrière

### Vroege carrière
Fontana begon zijn carrière in het karting, waar hij tot 2008 actief was. In 2007 werd hij kampioen van de Zwitserse KF3.
In 2009 stapt hij over naar het formuleracing in de Formule Azzurra. Terwijl zijn teamgenoot Alberto Cerqui kampioen werd, werd Fontana met twee overwinningen zevende in het kampioenschap.

### Formule 3
In 2010 rijdt hij voor Corbetta Competizioni in het Italiaanse Formule 3-kampioenschap. Met een twaalfde plaats als beste resultaat bleef hij zonder punten.
In 2011 stapt hij over naar de European F3 Open, waar hij ook voor Corbetta Competizioni rijdt. Met twee overwinningen won hij het kampioenschap met 120 punten.

### GP3
Ook in 2011 debuteert Fontana in de GP3 Series voor Jenzer Motorsport en rijdt een raceweekend op Spa-Francorchamps als vervanger van Vittorio Ghirelli. Hij behaalde hier één punt met een zesde plaats in race 2, waarmee hij als 24e in het kampioenschap eindigde.
In 2012 stapte Fontana opnieuw tijdens het seizoen in bij Jenzer. Hij rijdt de raceweekenden op de Hungaroring en Spa-Francorchamps, waarin hij tiende en vierde wordt op Spa. Hiermee eindigt hij met 8,5 punt als achttiende in het kampioenschap.
In 2013 reed Fontana het gehele seizoen voor Jenzer in de GP3. Hij kreeg hier Samin Gómez en Patric Niederhauser als teamgenoten. In 2013 werd Fontana ook een van de coureurs van het Lotus F1 Junior Team, het talentenprogramma van het Formule 1-team Lotus. Met één podiumplaats op Silverstone eindigde hij met achttien punten als zeventiende in het kampioenschap.
In 2014 stapte Fontana over naar ART Grand Prix in de GP3. Hij had een moeilijke start van het seizoen, maar in het tweede deel behaalde hij twee derde plaatsen op Spa-Francorchamps en het Sochi Autodrom, waardoor hij als elfde in het kampioenschap eindigde met 43 punten.
In 2015 stapt Fontana over naar het team Status Grand Prix in de GP3.

### Formule 2
Na een succesvolle test op het Circuit de Catalunya in december 2011, stapt Fontana in 2012 over naar de Formule 2. Hij behaalt één overwinning op de Hungaroring, waarmee hij uiteindelijk als zevende in het kampioenschap eindigt met 115 punten.

### Formule Renault 3.5 Series
In 2015 vervangt Fontana eenmalig Roberto Merhi bij Pons Racing in de Formule Renault 3.5 Series tijdens het raceweekend op het Circuit de Monaco, aangezien Merhi dat raceweekend in de Formule 1 uitkwam voor Marussia.

### Formule E
In het laatste Formule E-raceweekend van het 2014-2015 op het Battersea Park Street Circuit verving Fontana Vitantonio Liuzzi, die op dat moment verplichtingen had in Japan, bij het team Trulli GP.